# Matemática industrial
Matemática industrial é um curso de graduação marcado pela multidisciplinaridade e tem por objetivo a formação de profissionais atuantes no uso de técnicas matemáticas voltadas a soluções como indústrias, empresas e setores governamentais.

## Duração
O curso tem duração mínima de 4 anos.

## Perfil dos alunos
Curso voltado a quem gosta de desafios numéricos e raciocínio lógico, acima de tudo para quem tem facilidade com Matemática. É a área que aplica a matemática para identificar e resolver problemas práticos de forma rápida e eficiente.

## O curso
Matemática Industrial é a arte de utilizar a modelagem matemática, a computação e a matemática aplicada nas resoluções de problemas do cotidiano das empresas e organizações, sejam públicas ou privadas. Conhecimentos de Estatística, Matemática pura, Computação e outras áreas afins são fundamentais para o exercício profissional capaz de auxiliar a tomada de decisão em diferentes níveis dentro de empresas.

## Principais tópicos
- Álgebra;
- Cálculo;
- Métodos numéricos;
- Computação;
- Modelagem;
- Otimização.

## Mercado típico
O matemático industrial tipicamente trabalha com modelagem de processos ainda não extensivamente descritos e com resoluções de modelos de resolução específica e não tão simples, para o que geralmente são utilizados métodos computacionais.
As principais áreas de atuação são:
- Processos biológicos e políticas de vacinação;
- simulação numérica;
- determinação de layout ótimo;
- logística;
- processos difusivos e dispersivos;
- escoamento de fluidos;
- processamento de imagens (satélite, tomográficas, sísmicas, diagnóstico médico por imagens);
- designer de produto;
- gerenciamento ambiental;
- economia e mercado financeiro.

## Professores e avaliação do curso
Normalmente é ministrado por mestres e doutores em Matemática, Engenharias, Estatística, Ciências da computação, e outras áreas que tem o conteúdo relacionado a Matemática aplicada.

## Cursos correlatos
- Bacharelado em Estatística
- Bacharelado e licenciatura em Matemática
- Bacharelado em Matemática Aplicada e Computacional
- Bacharelado em Ciências da Computação
- Bacharelado em Engenharia da Produção
- Bacharelado em Ciências Atuariais

## Oferta
- Universidade Federal do Ceará - Bacharelado em Matemática Industrial
- «Página do curso na Universidade Federal de Goiás»
- «Página do curso na Universidade Federal do Paraná»
- «Matemática Industrial Universidade Federal do Espírito Santo»